# Forgácsolás

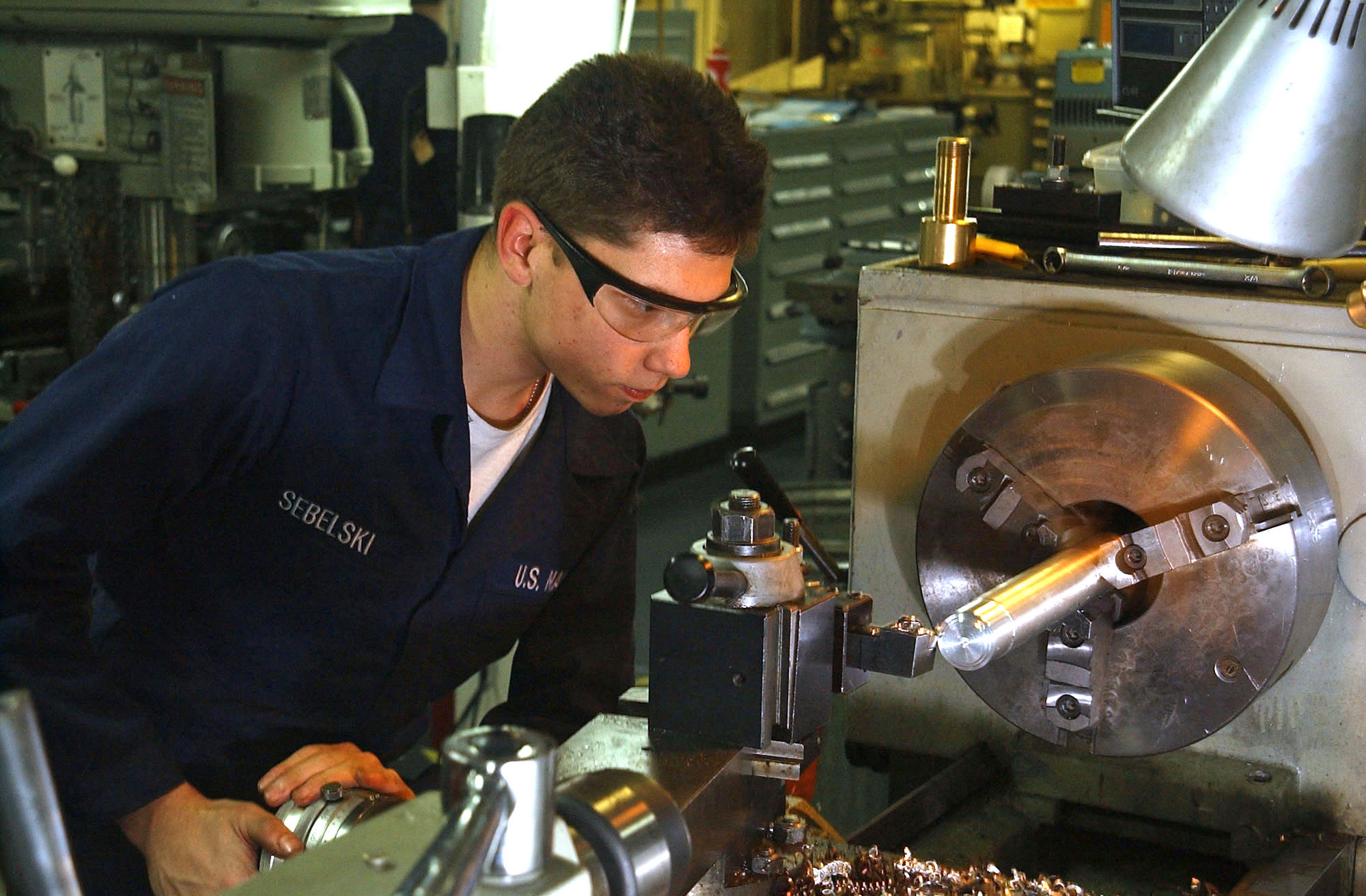
Esztergálás

A forgácsolás olyan anyagmegmunkáló módszer, amelynél a kiinduló darabról a fölösleges részeket – egy arra alkalmas szerszám (forgácsolószerszám) segítségével – forgács formájában távolítják el. A forgácsolás történhet mértanilag határozott és határozatlan élű szerszámmal. A határozott élű szerszámok közé tartozik például az esztergakés vagy a fűrészlap, a határozatlan élű szerszámok közé például a köszörűkorong.
A forgácsolás fontosabb módszerei az esztergálás, a gyalulás és vésés, a marás, a fúrás, a köszörülés, az üregelés stb. Néhány forgácsolási műveletet kézzel is el lehet végezni (pl. reszelés, dörzsölés, fűrészelés), de általában gépi erővel, forgácsológépekkel forgácsolnak.

## Mozgásviszonyok
A forgácsolási művelet végrehajtásához a munkadarabnak és a szerszámnak el kell mozdulnia egymáshoz képest. A mozgásokat mindig egy állónak képzelt munkadarabhoz viszonyítják, függetlenül attól, hogy a tényleges mozgások hogyan is valósulnak meg. A forgácsolás során előforduló mozgásfajták: 
- a forgácsoló mozgás előtoló mozgás nélkül egyszeri forgácsleválasztást tesz lehetővé a munkadarab egy fordulata vagy lökete alatt;
- az előtoló mozgás a forgácsoló mozgással együtt folyamatos vagy többszöri forgácsleválasztást biztosít több fordulat vagy több löket alatt;
- a hozzáállító mozgás az a mozgás, amellyel a forgácsolás megkezdése előtt a szerszámot a munkadarabhoz állítják;
- a fogásvételi mozgás az a mozgás, amellyel a leválasztandó anyagréteg vastagságát beállítjuk, eredménye a fogásmélység;
- az utánállító mozgás korrekciós, hibakiigazító mozgás a darab és a szerszám között.

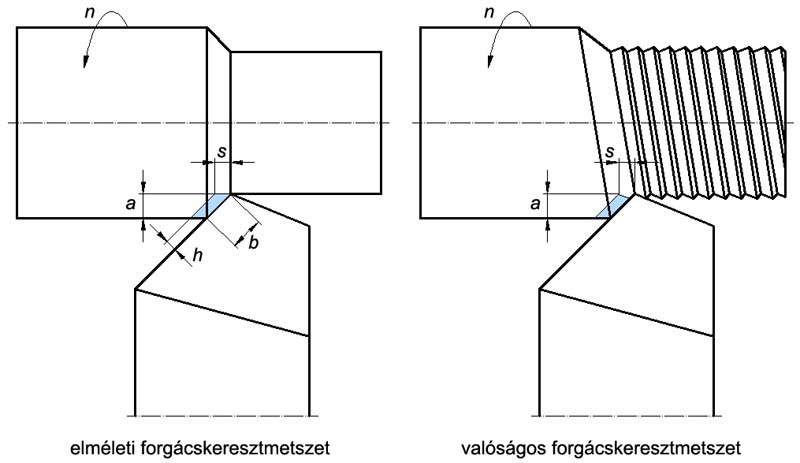
A forgácskeresztmetszet elméleti és tényleges alakja

## A forgácskeresztmetszet
A forgácsolás során a leválasztott anyagrészek forgács formájában kerülnek eltávolításra. Ezeknek az anyagrészeknek a forgácsoló irányra merőleges keresztmetszetét nevezik forgácskeresztmetszetnek. A forgácskeresztmetszet lehet állandó (pl. esztergáláskor), vagy változó (pl. maráskor). A szerszámkialakítás miatt azonban meg kell különböztetni elméleti és valóságos forgácskeresztmetszetet, de a gyakorlati számítások során mindig az elméleti forgácskeresztmetszettel számolnak: A=a·s=b·h (ahol a a fogásmélység, s az előtolás, b a forgácsszélesség és h a forgácsvastagság).

## A forgácsoló szerszámok élgeometriája
| A: szár rész      | B: homloklap     | C: mellék-forgácsolóél | D: dolgozó rész    |
| E: szerszám csúcs | F: mellék hátlap | G: hátlap              | H: fő-forgácsolóél |

Forgácsolószerszám részei és élgeometriája

A forgácsoló szerszámok esetén egyértelműen meghatározható élgeometriáról csak a szabályos élű szerszámok esetén lehet beszélni. De a különböző célú szabályos élű szerszámok kialakítása is igen változatos. Ezért a forgácsoló szerszámmal kapcsolatos fogalmak értelmezését mindig a legegyszerűbb alakon, az egyélű szerszámon lehet bemutatni.
A forgácsoló szerszámoknak két fő részre van: a szár és a forgácsoló rész. A forgácsoló részt jellemző felületek, szögek és vonalak összességét, egymáshoz viszonyított helyzetét és számszerű értékeiket összefoglaló néven élgeometriának nevezik.
Az élgeometria elemei:
- homloklap,
- hátlap,
- mellékhátlap,
- felfekvőlap,
- főforgácsolóél,
- mellék-forgácsolóél,
- szerszámcsúcs.

A szerszámlapok és szerszámélek meghatározott szögeket zárnak be egymással, amiket élszögeknek neveznek. Az élszögeket különböző koordináta-rendszerekben – ortogonál- és normál élszög-rendszerben – értelmezik.
Az alapsíkban értelmezett élszögek:

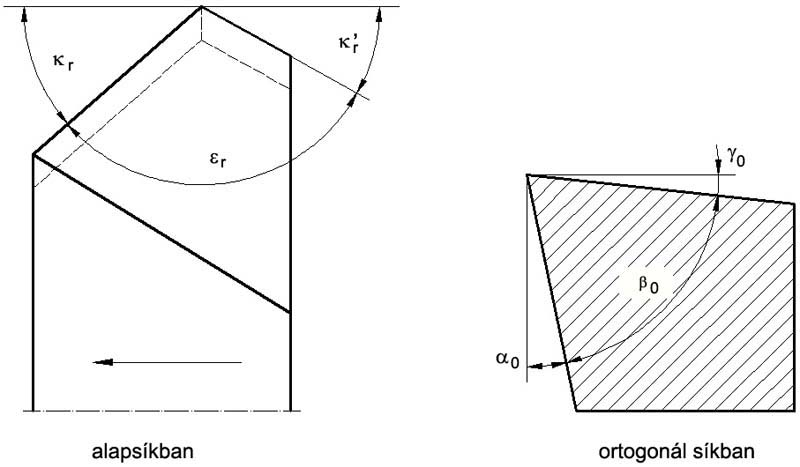
Élszögek értelmezése

- szerszám-elhelyezési szög (κr) a szerszám élsík és az előtoló irány közötti szög,
- szerszámcsúcsszög (εr) a szerszám élsík és a szerszám melléksík között mérhető,
- a mellékforgácsoló él elhelyezési szöge (κr') az előtoló irány és a szerszám melléksík által bezárt szög.

Az ortogonál síkban, a szerszám metszetén értelmezett élszögek:
- hátszög (α0),
- ékszög (β0),
- homlokszög (γ0).

## A forgácsképződés mechanizmusa

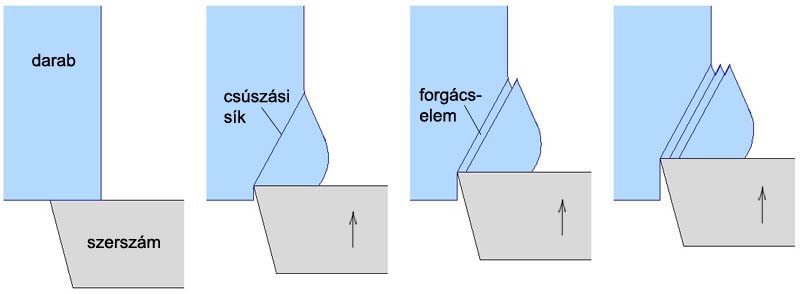
A forgácsképződés fázisai

A forgácsképződést a szabadforgácsolás esetén lehet bemutatni. Ennek az a lényege, hogy csak egyetlen él forgácsol, a megmunkált felület azonos a forgácsolt felülettel. A forgácsképződés menete eszerint úgy történik, hogy a szerszám előrehaladva az anyagban, a homlokfelület előtti anyagrészt összetömöríti, majd amikor az igénybevétel egy síknak feltételezett felület (iránysík) mentén meghaladja az anyag nyírószilárdságát, a forgács elnyíródik, és elcsúszik a szerszám homlokfelületén.
A forgácsképződés eszerint a következő részfolyamatok sorozata:
- rugalmas alakváltozás,
- képlékeny alakváltozás,
- elcsúszás az iránysíkban, azaz a forgácselem létrejötte,
- a forgácselem elmozdulása a szerszám homlokfelületén.

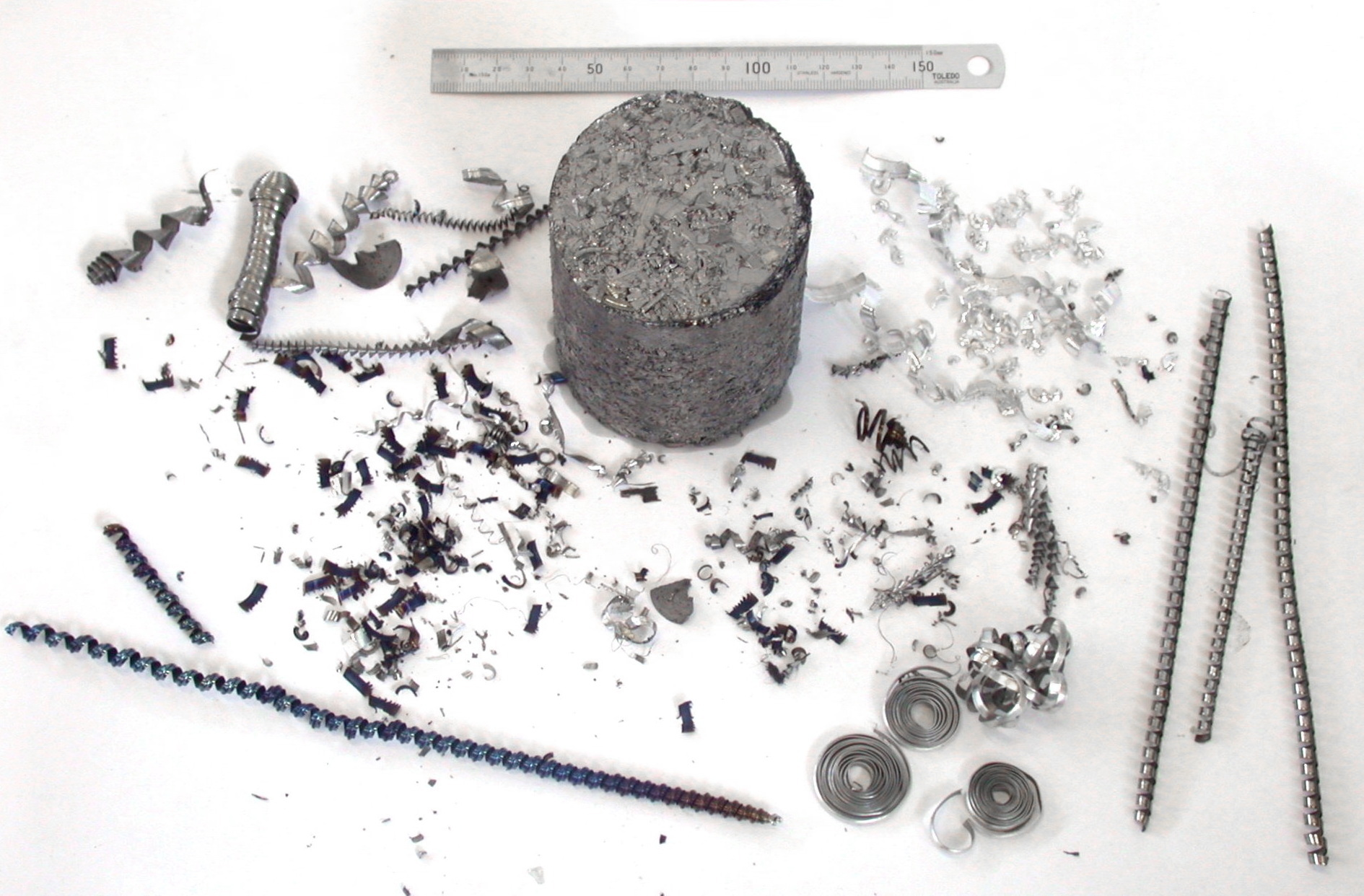
Különböző forgácsalakok

Ezeknek a mozzanatoknak az állandó ismétlődése révén jön létre a forgács. A forgács felületén gyakran szabad szemmel is jól láthatók a forgácselem-csúszások. A képződött forgács alapvetően három fajta lehet:
- A töredezett forgács különálló darabokból áll, akár por alakú is lehet. Főleg rideg anyagok forgácsolásakor keletkezik.
- Nyírt forgács esetén a forgácselemek összehegednek, és összefüggő szalagot képeznek. A forgácselemek szabad szemmel is megkülönböztethetők. Általában szívós anyagok közepes sebességgel történő forgácsolásakor keletkezik.
- A folyó forgács összefüggő szalagot képez. Akkor keletkezik, ha szívós anyagot nagy sebességgel forgácsolnak.

A forgács milyensége azonban az anyagminőségen kívül több más tényezőtől is függ, például a forgácsolási sebességtől és a forgácsvastagságtól. Szívós anyagból is kaphatunk töredezett forgácsot kis forgácsoló sebességgel és nagy előtolással, viszont rideg anyagból (akár üvegből is) tudunk folyó forgácsot leválasztani nagy forgácsoló sebességgel, kis forgácsvastagság esetén.

## Forgácsolószerszámok
A különböző forgácsolási feladatok ellátására sokféle forgácsoló szerszám létezik. Ezeket az alábbi szempontok szerint lehet csoportosítani:
- az élek száma szerint lehet egyélű, kétélű, szabályosan és szabálytalanul sokélű;
- az alkalmazás szerint van esztergakés, gyalukés, fúró, maró, üregelő tüske stb.;
- a dolgozó rész anyaga szerint szerszámacél, keményfém, kerámia, gyémánt és egyéb anyag;
- szerkezeti kivitel szerint tömör, tompán hegesztett, váltólapkás, betétkéses stb.;
- egyéb szempontok szerint (pl. az élszögek nagysága, a szerszám méretei stb.).

A forgácsoló szerszámok anyagának a kiválasztásakor négy jellemzőt kell elsősorban figyelembe venni: az anyag keménységét, szilárdságát, hőkezelését és a gazdaságossági kérdéseket.

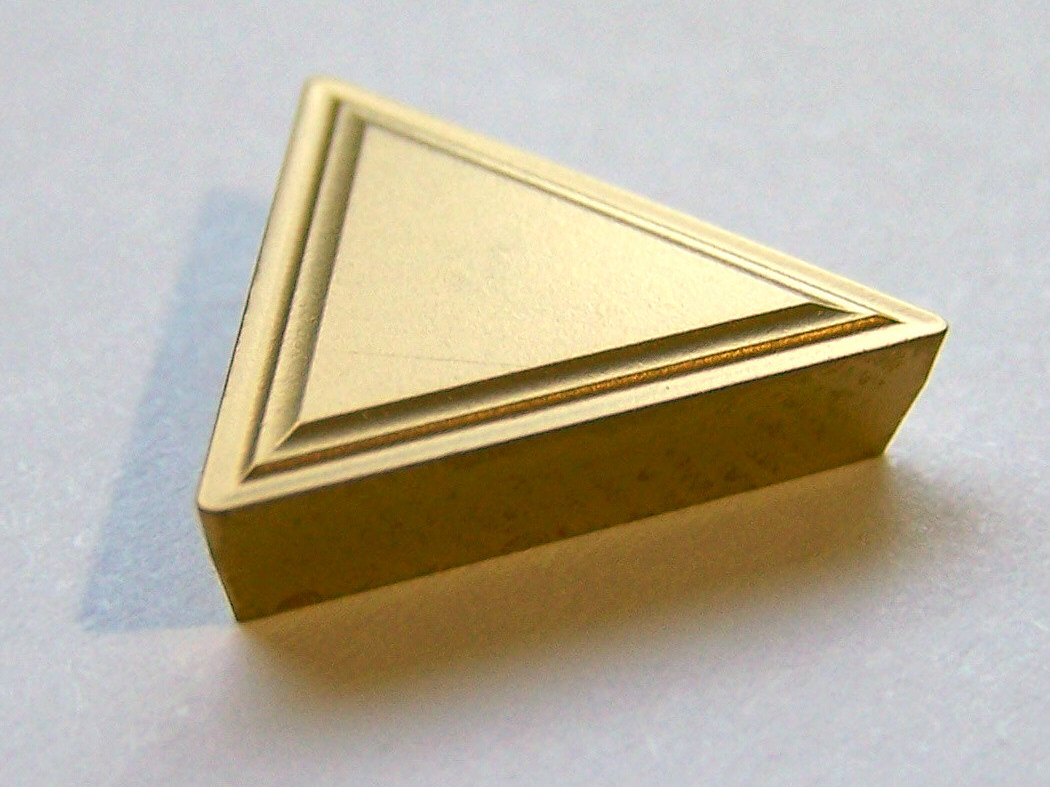
Keményfém lapka

Forgácsoló szerszámok készítéséhez az alábbi anyagokat használják: 
- szerszámacélok,
  - ötvözetlen szerszámacélok,
  - ötvözött szerszámacélok,
  - gyorsacélok,
- keményfémek,
- kerámia szerszámanyagok,
- egyéb anyagok (pl. elbor-R, kompozit, gyémánt).

A forgácsoló szerszámok dolgozó része használat közben mechanikai igénybevételt szenved, felmelegszik. Emiatt a szerszám keménysége és szilárdsága csökken, a fellépő súrlódás miatt pedig kopik. A kopás a szerszám egyes részein jellegzetes kopásformákat okoz. A jellemző főbb kopásformák: hátkopás, homlokkopás, kráteres kopás, élkopás és csúcskopás. A kopás miatt a szerszám csak egy adott ideig használható. Ezt az időt fejezi ki az éltartam.

## Forgácsoló szerszámgépek

A forgácsológépek típusának és a darabszámnak az összefüggése

A tágabb értelemben vett szerszámgépek közé tartoznak azok a munkagépek, amelyek mechanikai energia felhasználásával valamilyen módon – forgácsolással vagy képlékeny alakítással – szerkezeti anyagokat (fém, fa, műanyag stb.) dolgoznak fel, változtatják meg azok alakját. A forgácsoló szerszámgépek forgács leválasztásával végzik az anyag megmunkálását. Ilyenek például az esztergagép, a gyalugép, a marógép, a fúrógép stb. A forgácsológépek sokszor egyetlen fajta művelet végzésére alkalmasak (ezek a célgépek), de gyakoriak az univerzál vagy egyetemes gépek is, amelyek többféle feladat elvégzésére is alkalmasak.
A forgácsológépek fontosabb részei: a gépágy vagy állvány, a hajtómű, a szerszámtartó, a munkadarabot befogó készülék, az előtolómű stb. Irányításuk lehet kézi, gépi (automatizált) vagy vezérelt. A korszerű szerszámgépeken a vezérlést számjegyvezérléssel (NC-gépek, NC - Numerical Control) vagy számítógépes vezérléssel (CNC-gépek, CNC - Computer Numerical Control) oldják meg. Azt, hogy milyen típusú szerszámgépet célszerű használni adott feladat ellátására, a gazdaságosság kérdése dönti el, konkrétan a termék sorozatnagysága. Nyilvánvaló, hogy egy nem túl bonyolult darab forgácsolási feladatait egy hagyományos szerszámgép gazdaságosan tudja ellátni, ugyanakkor a nagy sorozatú és nem nagyon bonyolult darabok esetén az automaták (célgépek) alkalmazása jöhet szóba.
A forgácsoló szerszámgépek csoportosítását el lehet végezni a szerszám és a munkadarab közötti mozgásviszonyok alapján.
A forgácsolómozgás lehet:
- egyenes vonalú (pl. gyalulás, vésés, üregelés),
- kör alakú (pl. esztergálás, marás, fúrás, köszörülés),
- görbe vonalú (nem forgástestek esztergálása, menetfúrás, másoló gyalulás).

Az előtolómozgás lehet:
- egyenes vonalú folyamatos (pl. esztergálás, marás, fúrás),
- egyenes vonalú szakaszos (pl. gyalulás, vésés, síkköszörülés),
- kör alakú szakaszos (gyalulás vagy vésés kör alakú felületen),
- görbe vonalú folyamatos (pl. másolóesztergálás, másolómarás),
- görbe vonalú szakaszos (másológyalulás, másolóvésés).